# Varglyans naturreservat
Varglyan är ett naturreservat i Eskilstuna kommun i Södermanlands län. Området ligger cirka 2 mil söder om Eskilstuna, nära gränsen mot Katrineholms kommun. I naturreservatets västra del finns sjön Långsjön och längst i öster en mindre sjö kallad Bystickan. Varglyan ingår i Natura 2000 och Internationella naturvårdsunionen klassificerar Varglyan under kategori Ia, Strikt naturreservat.

## Naturreservatet
Skogsvårdsstyrelsen började intressera sig för området år 1995 och sedan år 2003 ingår det i  Natura 2000. Själva naturreservatet inrättades med beslut 10 maj 2004. Det består av 44,7 ha där den största delen (41,7 ha) är land och merparten (38 ha) består av skog. Syftet med reservatet är att bevara skogsmiljön innefattande äldre och även döda träd. Även områdets "mineralfattiga sjöar" nämns som viktiga att bevara. Området består främst av tallskog som uppskattas vara 140-150 år gammal men här finns även tallar närmare 300 år gamla. Nämnvärda arter av skalbaggar är trefläckig brunbagge och timmertickgnagare och de gynnas av områdets gamla samt döda träd. Svampar som gullgröppa och blodticka finns här men är annars ovanliga i Södermanland. Bland fåglar nämner länsstyrelsen skogshöns och hackspettar.
I södra delen finns en gång mellan en bergvägg och stenblock, liknande en grotta och det är därifrån naturreservatet fått sitt namn. Området kan vara svårt att ta sig till eftersom skogsvägarna i området ibland har fällda bommar.

## Galleri

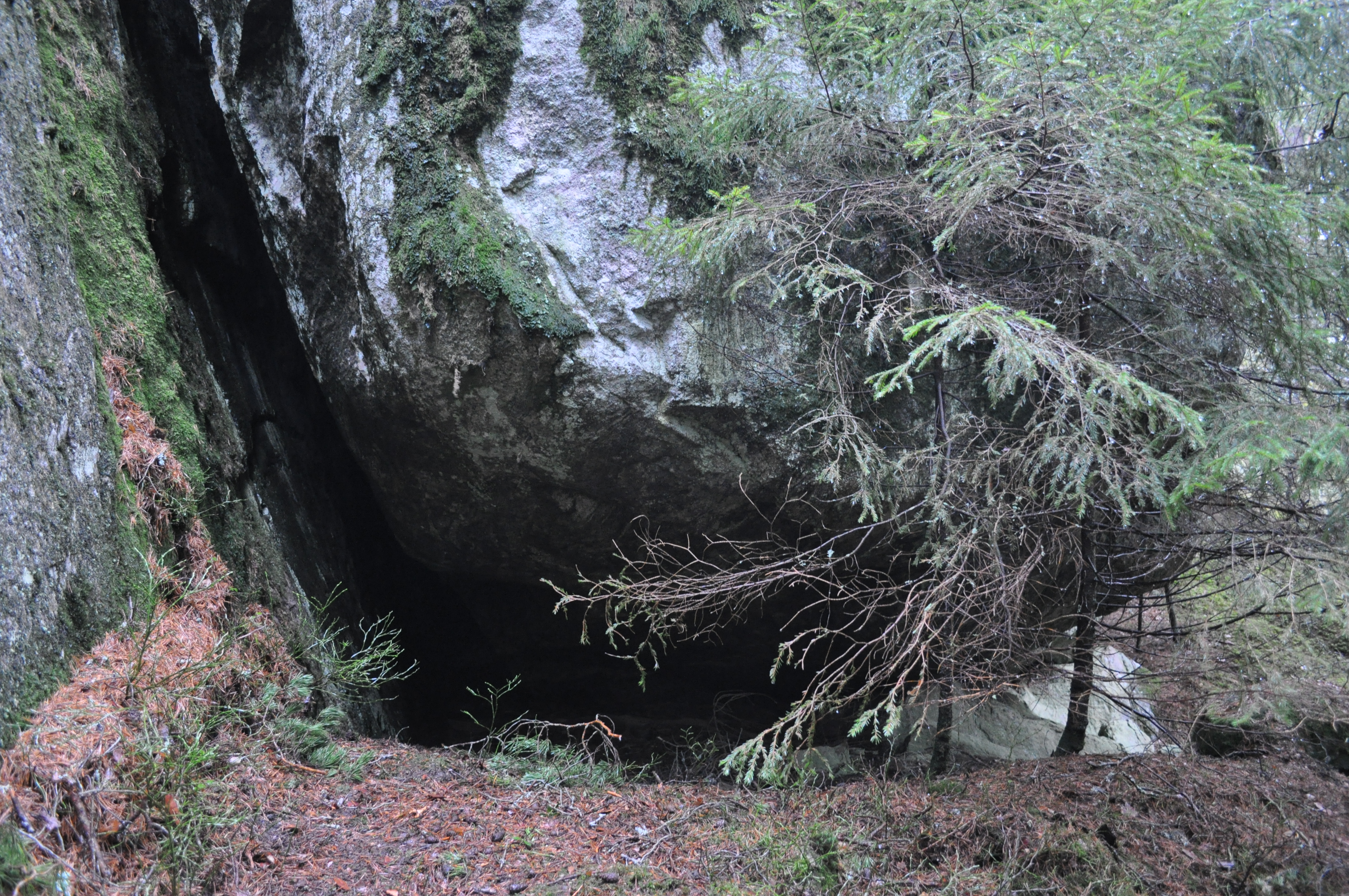
Varglyan.
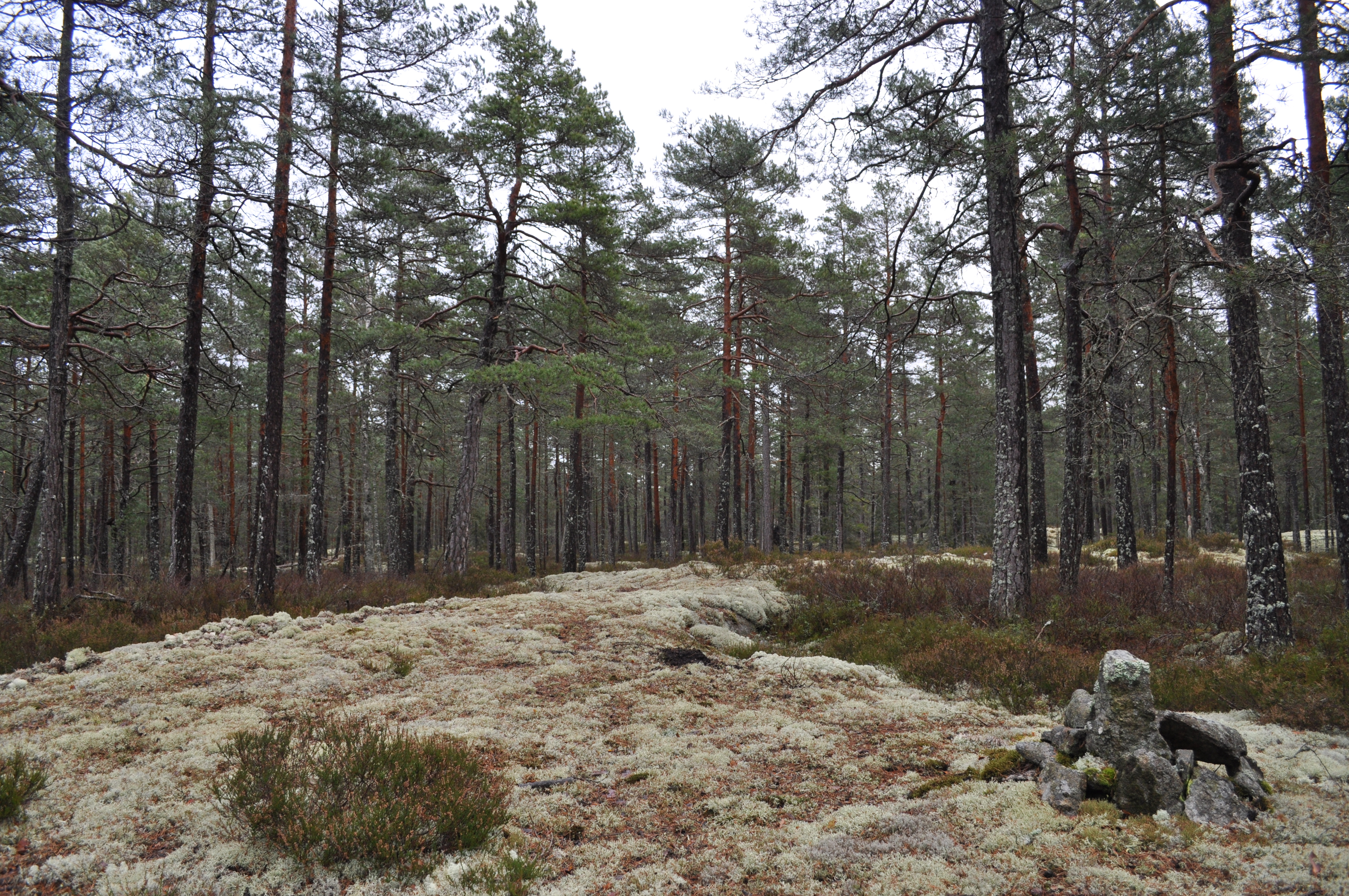
Tallskog.
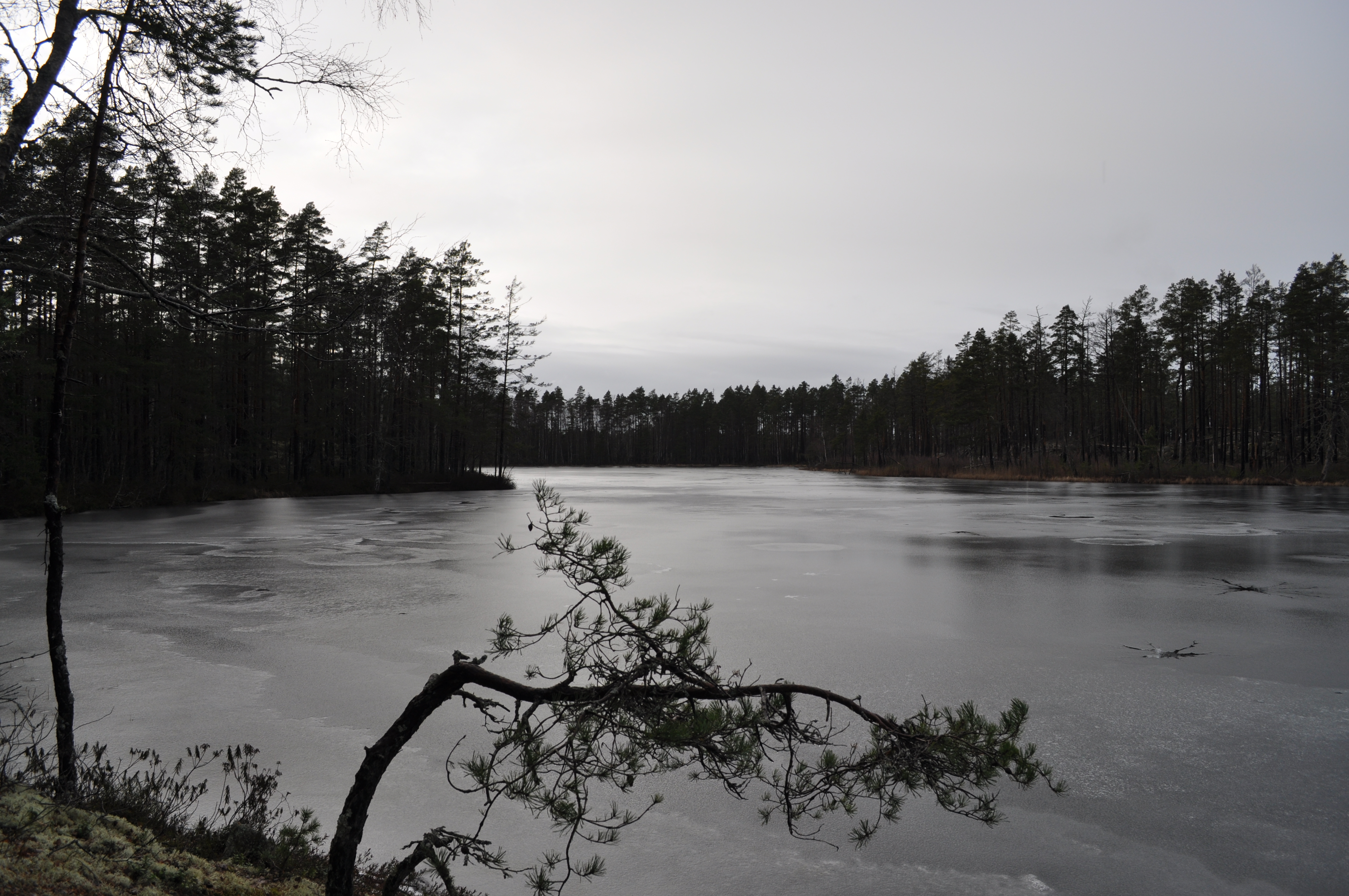
Långsjön.